# 薩林鎮區 (伊利諾伊州麥迪遜縣)
薩林鎮區（英語：Saline Township）是位於美國伊利諾伊州麥迪遜縣的一個行政鎮區。

## 地方資料
根據2010年美國人口普查的數據，薩林鎮區的面積為92.40平方千米，當中陸地面積為89.10平方千米，而水域面積為3.30平方千米。當地共有人口6268人，而人口密度為每平方千米67.84人。